# Gewindestreifen
Ein Gewindestreifen ist ein Verbindungselement, umgangssprachlich auch Mutternschiene, „Muttern am laufenden Band“, Gewindeschiene, Lochschiene, Gewinde-Lochstange, ähnlich einer T-Nut-Mutter, Gleitmutter und einem Nutenstein. Meist finden sich Gewindestreifen in Baugruppenträgern und Racks, wobei ein typischer Werkstoff Stahl ist.

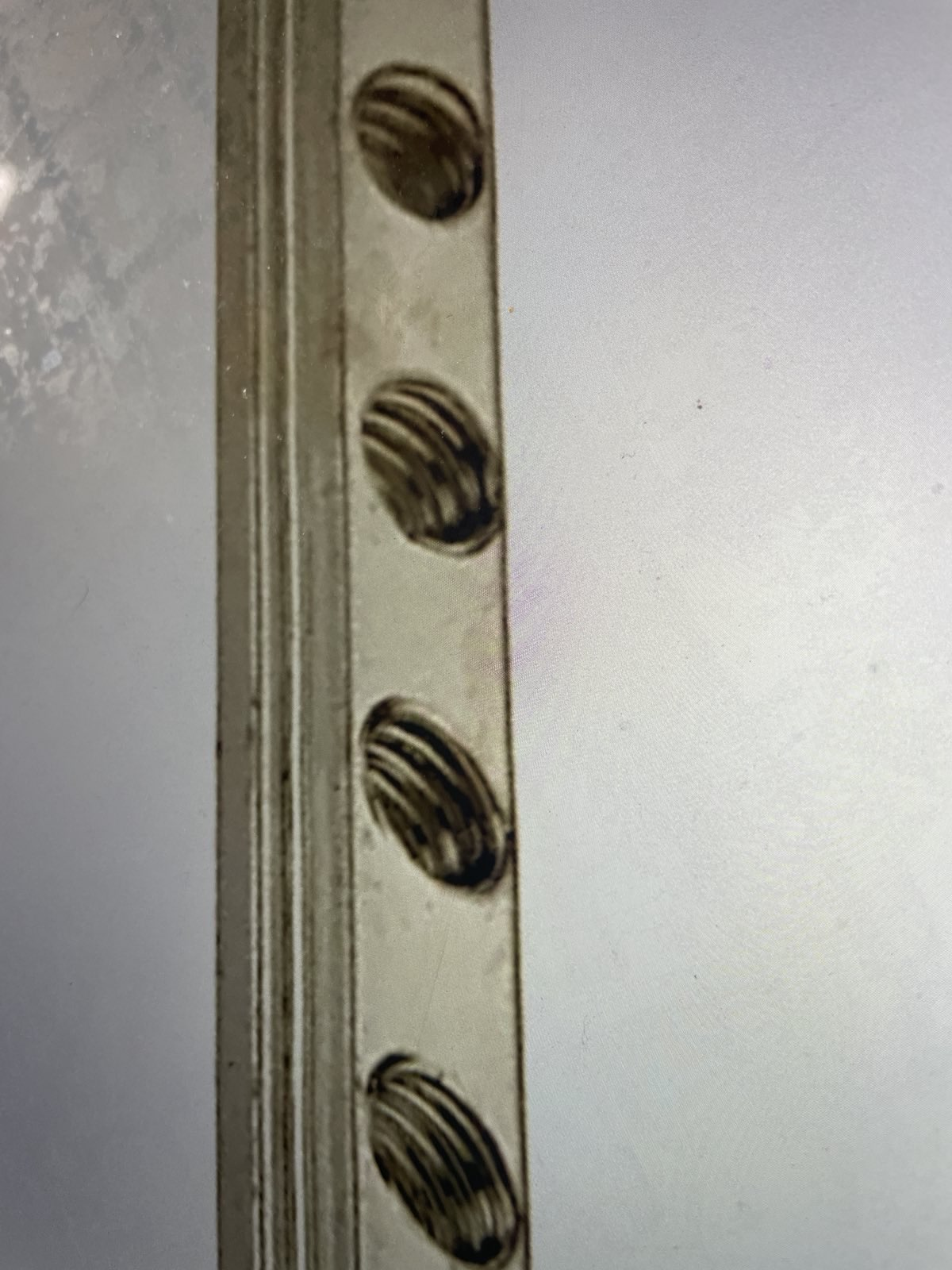
Gewindeschiene

## Ausführung
Gewindestreifen werden paarweise in die beiden horizontalen Profilschienen eingeschoben und ermöglichen das Festschrauben von Blenden und Abdeckungen. Typische Gewinde sind M2,5 und M3,0, Mittenabstand (Raster) 1/5 Zoll (5,08 mm). Ein dafür typischer Querschnitt ist 1,5 × 4,9 bis 2,0 × 5,0 mm². Die Längen betragen dabei 203,20 – 207,78 mm (8,0 – 8,18 Zoll (40 Teileinheiten) für 10-Zoll-Gehäuse) und 426,72 – 431,30 mm (16,80 – 16,98 Zoll (84 TE) für 19-Zoll-Gehäuse, Masse 21 – 30 Gramm).
Andere Abmessungen für andere Anwendungen sind mit 2,0 × 6,0 mm² mit Mittenabstand (Raster) 1/4 Zoll (6,35 mm), 370 mm für M4,0 und 6 × 13 × 925 Raster 50,0 für M6,0.